# Rotenburg an der Fulda
Pour les articles homonymes, voir Rotenburg.
Rotenburg an der Fulda (officiellement : Rotenburg a. d. Fulda) est une ville allemande située dans le land de la Hesse et l'arrondissement de Hersfeld-Rotenburg.

## Notes et références

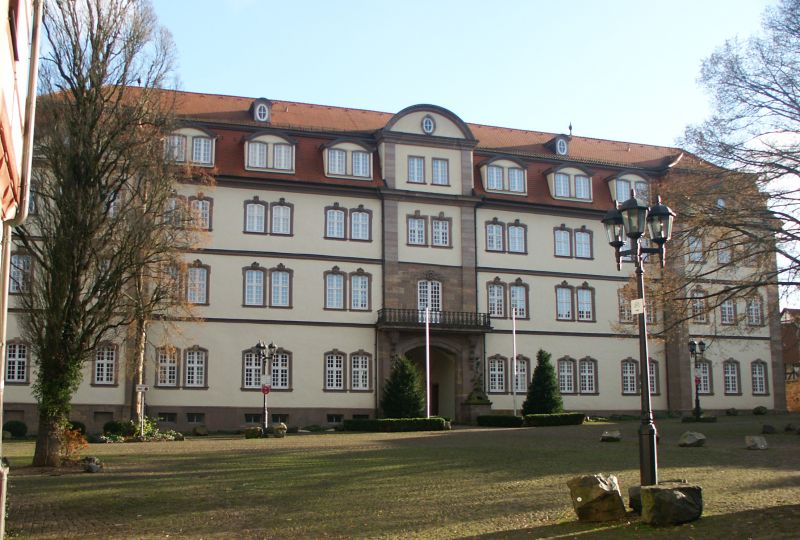
Le Château des landgraves de Hesse-Cassel

## Histoire
| Appartenances historiques Landgraviat de Thuringe 1137–1264 Landgraviat de Hesse 1264–1458 Landgraviat de Basse-Hesse 1458–1500 Landgraviat de Hesse 1500–1567 Landgraviat de Hesse-Cassel 1567–1803 Électorat de Hesse 1803–1807 Royaume de Westphalie 1807–1813 Électorat de Hesse 1813–1866 Royaume de Prusse (province de Hesse-Nassau) 1866–1918 République de Weimar 1918–1933 Reich allemand 1933–1945 Allemagne occupée 1945–1949 Allemagne 1949–présent |

## Personnalités
- Otto Walper, théologien